# Elephantiné polgármestereinek listája
Ez az ókori egyiptomi Elephantiné (eredeti egyiptomi nevén Abu) polgármestereinek listája a középbirodalom idején. Mindannyian viselték „a papok elöljárója” címet is. A lista nem teljes, nem mindannyiuk neve maradt fenn.
- I. Szarenput (I. Szenuszert idején)
- I. Hekaib, I. Szarenput fia (I. Szenuszert és II. Amenemhat idején)
- Hema (II. Amenemhat idején)
- II. Szarenput, Hema fia (II. Szenuszerttől III. Szenuszertig)
- Anhu, II. Szarenput fia, helye a listában bizonytalan
- II. Hekaib (III. Szenuszerttől III. Amenemhatig)
- Hekaibanh (III. Amenemhat idején)
- III. Hekaib (III. Amenemhat idején)
- Ameniszeneb, III. Hekaib fia (III. Amenemhat idején)
- Hakaurészeneb, talán Ameniszeneb fia (XIII. dinasztia)
- Hakau (talán Hakaurészenebbel azonos, XIII. dinasztia)
- Hnumhotep, Hakau fia (I. Noferhotep idején)
- Resszeneb (helye a listában bizonytalan)

## Fordítás
- Ez a szócikk részben vagy egészben  a   Liste der Bürgermeister von Elephantine című német Wikipédia-szócikk ezen változatának fordításán alapul.  Az eredeti cikk szerkesztőit annak laptörténete sorolja fel. Ez a jelzés csupán a megfogalmazás eredetét és a szerzői jogokat jelzi, nem szolgál a cikkben szereplő információk forrásmegjelöléseként.